# 新京成電鉄8900形電車
新京成電鉄8900形電車（しんけいせいでんてつ8900がたでんしゃ）は、1993年（平成5年）に登場した新京成電鉄の通勤形電車。2025年の新京成電鉄の京成電鉄への吸収合併に伴い、同社に承継された。

## 概要
8800形に続きVVVFインバータ制御を採用し、新京成では初の軽量オールステンレス車体とされた。車体構造は京成電鉄3700形を基本にしているが、独自の仕様も多い。
2009年にAE形が登場するまでは、京成グループの標準軌電化路線全体では唯一のボルスタレス台車採用形式であった。京成の通勤形は京浜急行電鉄の規定でボルスタレス台車の装備が禁止されている為、現在でも京成グループの通勤形車両としては唯一の存在である。
1993年（平成5年）11月15日から営業運転を開始し、8800形以来7年ぶりのモデルチェンジ車であることから、運転開始から1か月間はヘッドマークが取り付けられていた。2025年4月1日付で新京成電鉄が京成電鉄に吸収合併されたのに伴い、京成電鉄に継承された。

## 車体
新京成初のステンレス製車体であり、唯一のワイドドア（幅1,500mm）採用形式である。そのため、車端部の座席定員は従来の新京成車と同じ4人掛けなのに対し、中間の座席定員は京成車と同じ8人掛けとなっている。前面は普通鋼製で非常扉が設けられ、さらにこれも新京成で初採用となる排障器（スカート）を設置している。
前面鋼板部は桜の花をイメージしたミスティピンク、車体の帯色は社内公募によるもので、「クール&ファイン」をテーマとして太帯がクリアブルー、細帯はチェリーピンクとした。後に細帯は「ピンクでは印象が弱い」という意見が新京成の社内で上ったため、1999年5月下旬頃よりチェリーピンクより濃いルビーレッドに変更された。

なお2014年（平成26年）8月以降、同年6月に制定されたコーポレートカラーを用いた新デザインへの変更が実施され、本形式では6両編成化と機器更新を行った8918編成から新デザインに変更された。2015年10月には8928編成、2016年には8938編成が新デザインで出場し、8938編成は機器更新と車内照明LED化（コイト電工製）も行われている。

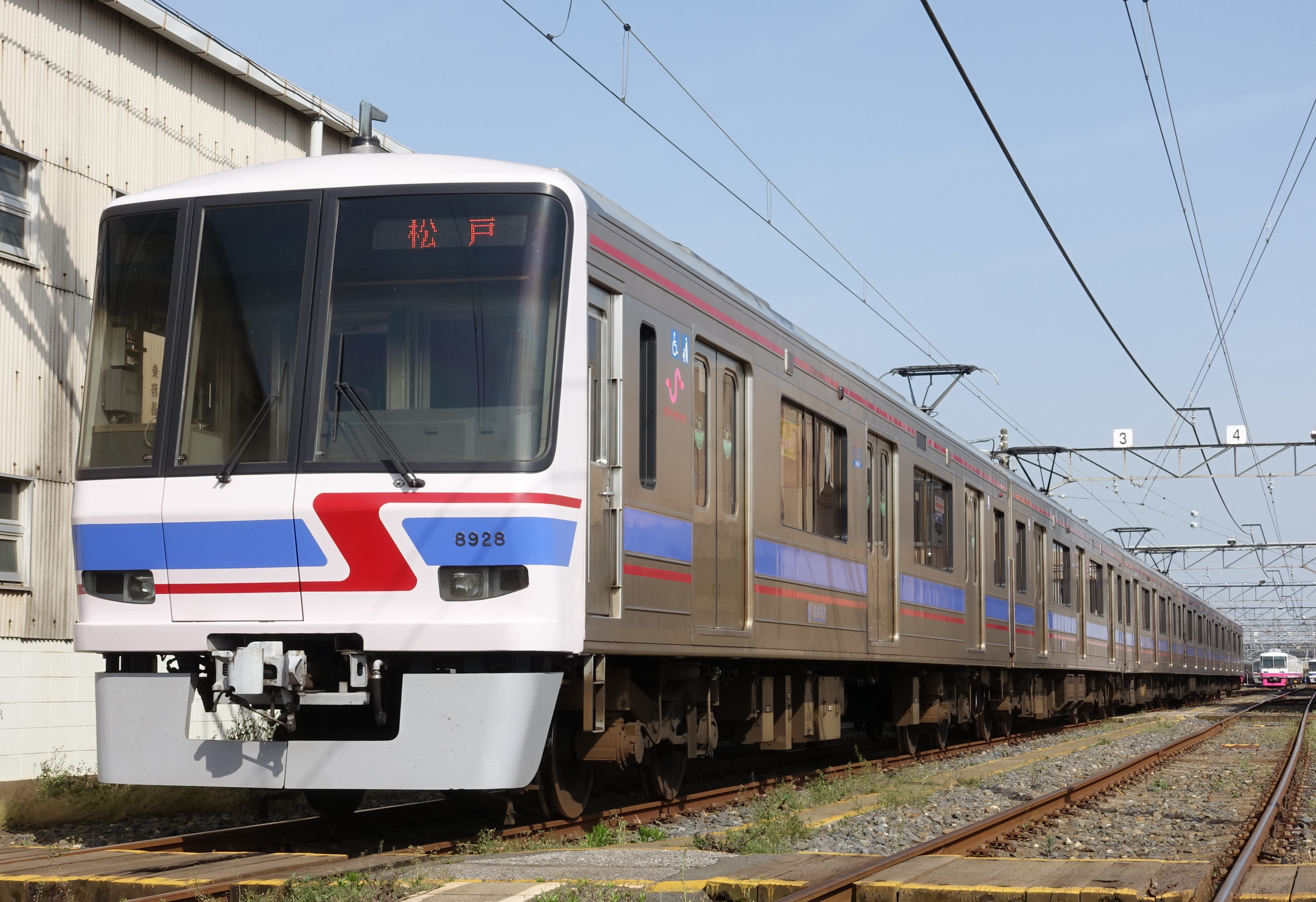
2代目塗装の8900形（2015年4月18日）

## 車内
客室内装は暖色系をベースにしており、カーテンなどには新京成線沿線の特産品である梨やぶどうのイラストが描かれている。扉間の側窓は北総9000形同様の大・小・大の三分割となっており、中央の小窓は固定式となっている。
以下は当形式で初めて採用した旅客サービス機器は以下のとおり。
- 車体前面・側面行先表示器はLED式である。
- ドア上部にLED式旅客案内表示器・デジタル時計を設置していた[8]。
- 自動放送装置を搭載し、次駅の音声案内などを行う[8]（英語放送は行われていなかった）。
- 車外放送用スピーカーを設置[8]。京成3700形や後継のN800形、8800形更新車と異なり、乗降促進放送を搭載していないのが特徴であった[要出典]。

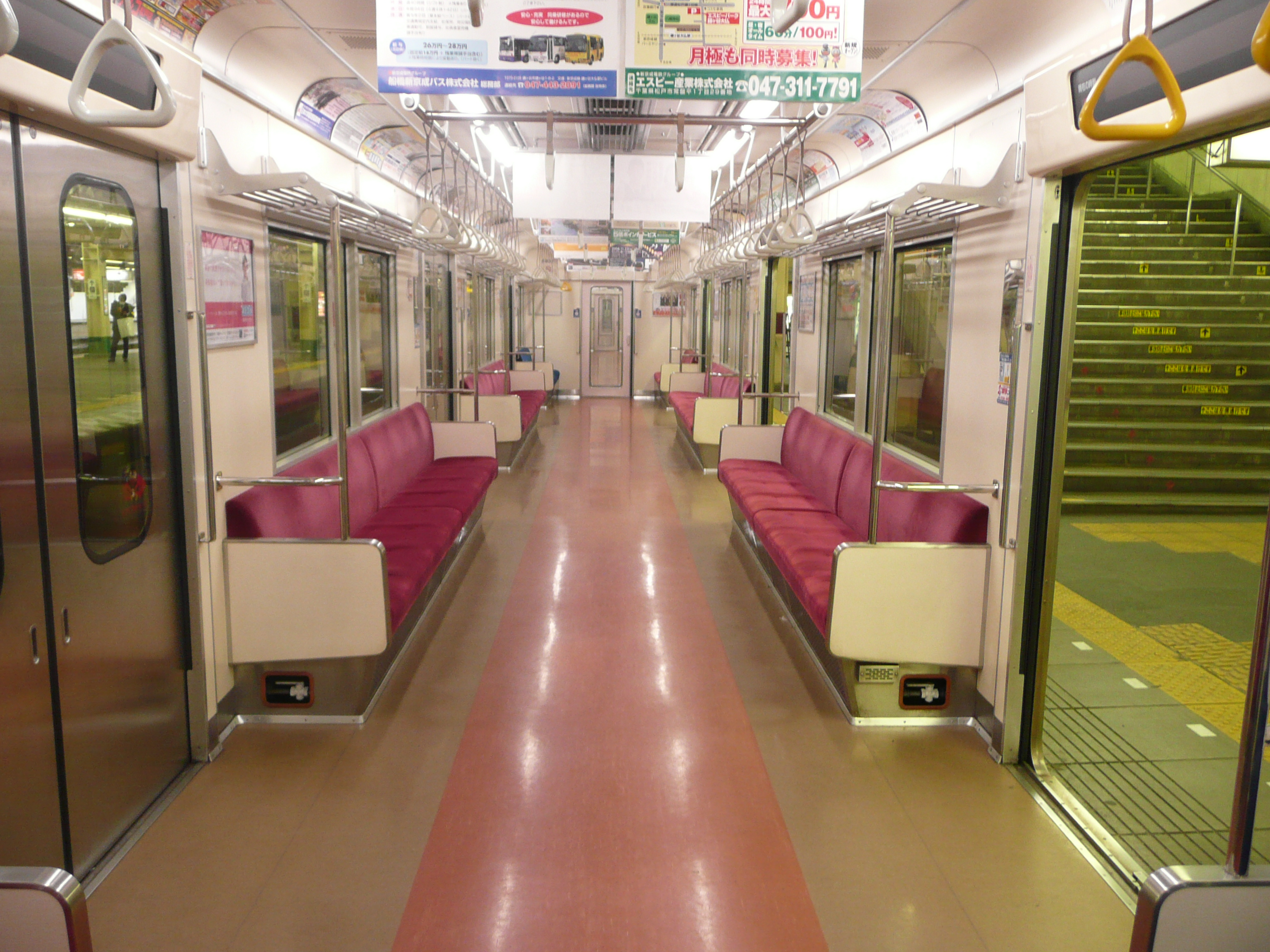
車内
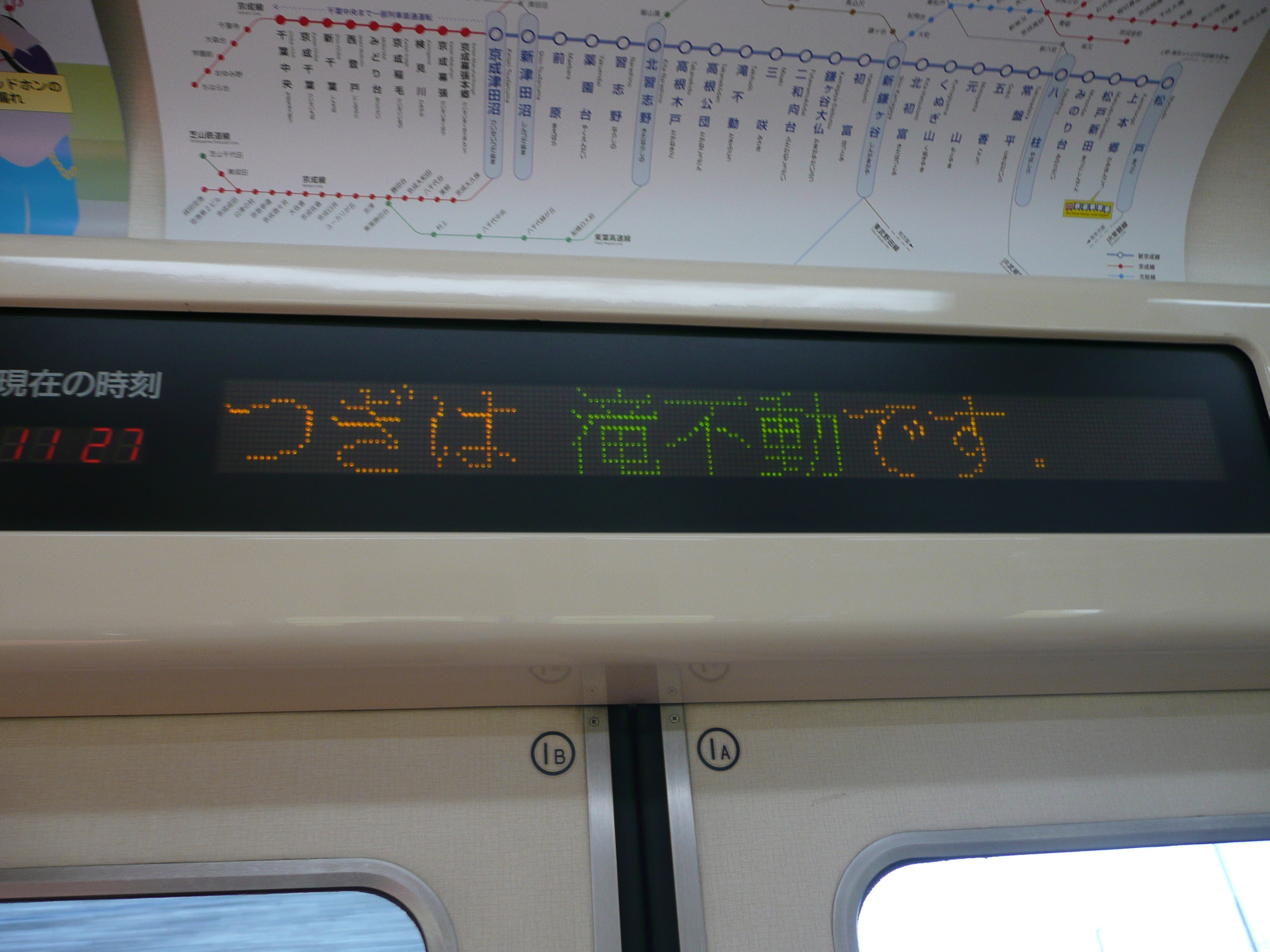
デジタル時計付きの車内案内表示器

## 走行機器類
制御方式はGTOサイリスタ素子によるVVVFインバータ制御（三菱電機製MAP-148-15V37形制御装置）を採用し、装置構成は1C4M（1基のインバータ装置で4個の電動機を制御）×2群となっている。主電動機は三菱電機製のMB-5018-C形 かご形三相誘導電動機（出力135kW、端子電圧1,100V、相電流90A、回転数1,860rpm、周波数64Hz、すべり3.1%）を採用した。補助電源装置（静止形インバータ・SIV）は、GTOサイリスタ2重チョッパ併用3レベルIGBTインバータ（三菱電機製MELSIV-4500形）を採用した。
台車は住友金属工業製のモノリンク式軸箱方式のボルスタレス台車（動力台車：SS134形・付随台車：SS034形）を採用した。基礎ブレーキは保守性に優れたユニットブレーキを使用する。ブレーキ装置は三菱電機製MBSA形回生ブレーキ併用電気指令式空気ブレーキで、遅れ込め制御のほか、保安ブレーキ、耐雪ブレーキを備える。車輪の滑走を防ぐため、各車両に滑走防止装置（ファインスキッド装置）を設置する。
空調装置は、三菱電機製CU-715形集約分散式（能力18,000kcal/h ≒ 20.93 kW）を1両あたり2基を搭載している（1両では36,000kcal/h ≒ 41.86 kW）。
運転台の主幹制御器は、新京成初採用となるT形ワンハンドル式である。段数は8800形に準じた力行4段・ブレーキ7段である。また、デジタル表示される計器類（速度計・架線電圧計・制御電圧計（バッテリー電圧計）・元空気だめ圧力計・ブレーキシリンダー空気圧計のみ）もまた新京成では初採用である。なお、後年の機器更新でデジタル表示の計器類はアナログ表示のものに更新され、合わせて主回路電流計と制御電圧計は位置が交換された。
集電装置は当時普通鉄道用車両では珍しかったシングルアーム式パンタグラフをいち早く採用した。パンタグラフの形状はヨーロッパの鉄道車両や日本貨物鉄道（JR貨物）EF200形電気機関車が搭載するものに類似し、京成グループで採用例の多い東洋電機製造製（PT系）ではなく工進精工所製 (KP91) である。なお、8918、8928編成は後に東洋電機製造製に交換された。8938編成も機器更新と同時に交換された。

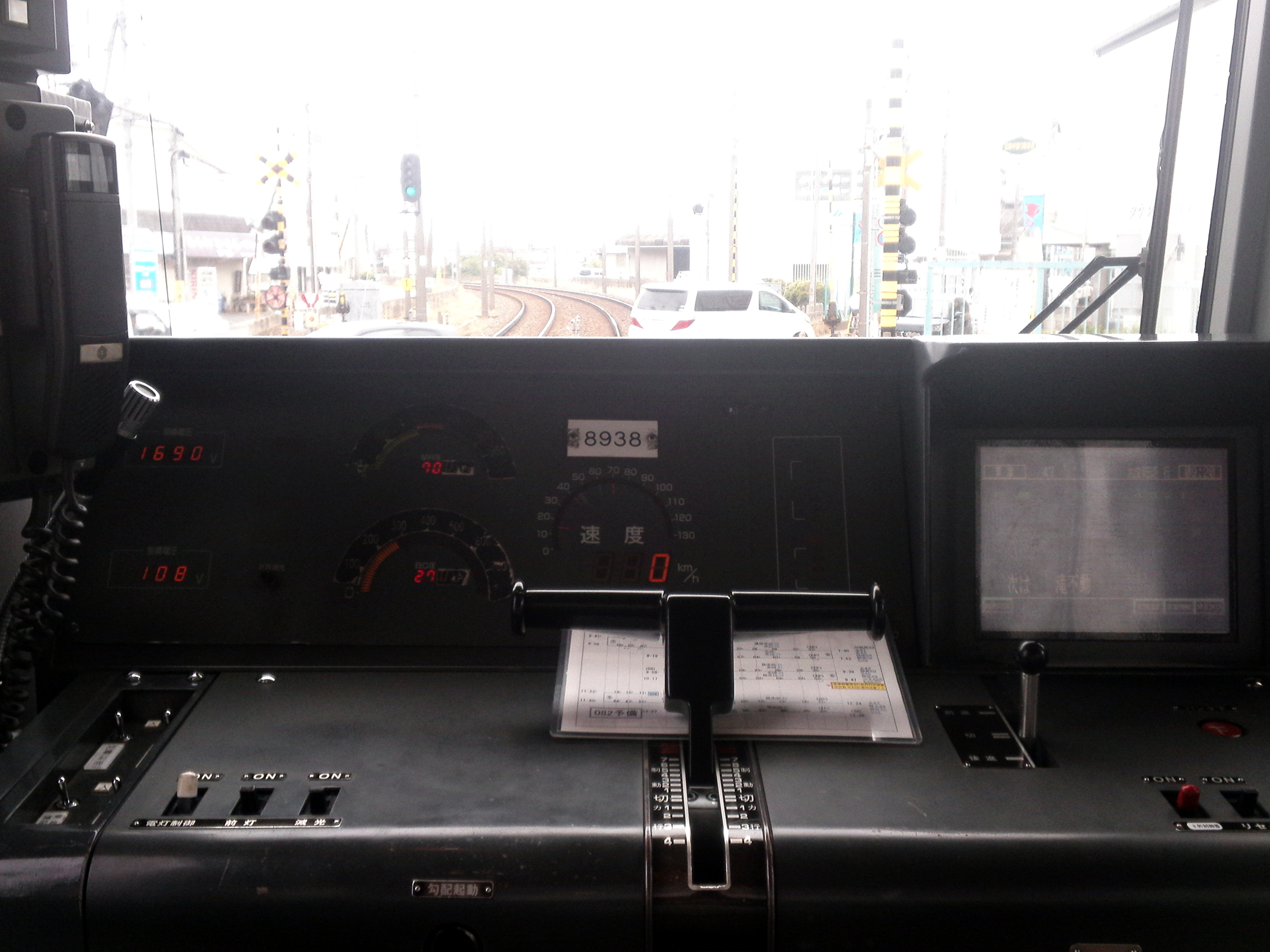
運転台（更新前）
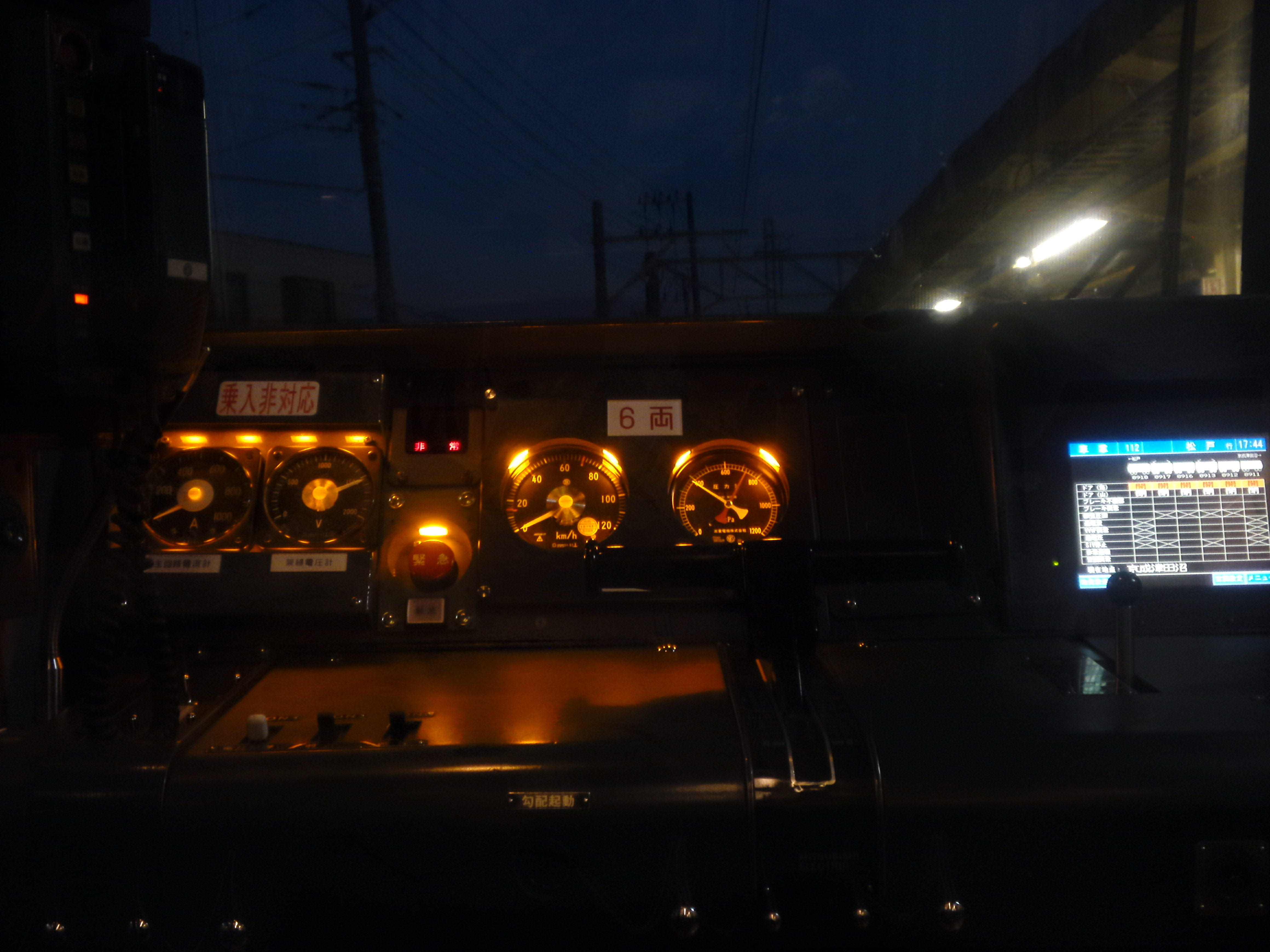
運転台（更新後）

## 付記
- 車両番号の付番方式は、上2桁が8900形を示す「89」となり、十の位が編成番号、一の位が号車となり、第1編成の場合、京成津田沼寄りから8911・8912…8918の順となる。編成は松戸寄りの先頭車の車両番号を用いて「8918編成」などと呼称される。この方式は京成3700形に準じるが、十の位の編成番号を京成では0から始めている（3700形の第1編成は3708編成）のに対し、新京成では1より始めているなどの違いがある。
- 2008年（平成20年）に検査出場した8928編成・8938編成は客用ドアがすべて交換され、ドア番号も京成車にあわせたものになっている[注 1][要出典]。どちらの編成とも客用ドアの形状がN800形に準じており、客用ドアの室内側もN800形と同様のステンレス無塗装仕上げとされた。
- 8918編成は2003年に京成電鉄津田沼第二工場の跡地に建設されたイオン津田沼ショッピングセンター（現・イオンモール津田沼）と、新鎌ヶ谷駅前に立地するイオン鎌ケ谷ショッピングセンターのPRのため全面ラッピング広告を施されていた。このラッピングは2008年11月に撤去された。その後、客用ドアが交換されている。
- 2014年から他形式と同様に6両編成化が開始され、8918編成は同年8月22日に、8928・8938編成も同年9月30日までに6両化された。なお、捻出された中間付随車は8月から9月にかけて廃車された[10]。

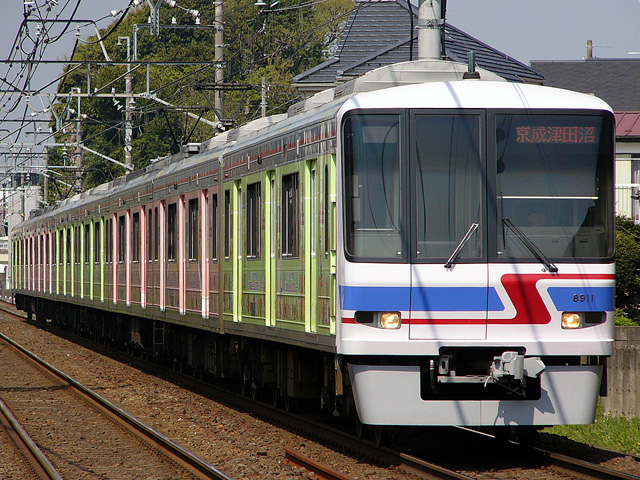
イオンショッピングセンターのラッピング広告を施された8900形8918編成

## 編成表
全車両が日本車輌製造で製造。
|          |            | ← 松戸京成津田沼 → |                  |                  |                  |                  |                  |                  |                   |           |            |
| 号車     | 製造当初   | 8                  | 7                | 6                | 5                | 4                | 3                | 2                | 1                 | 導入時期  | 機器更新   |
| 号車     | 組成変更後 | 6                  | 5                | 4                | （廃車）         | （廃車）         | 3                | 2                | 1                 | 導入時期  | 機器更新   |
| 形式     | 形式       | クハ 8900形 (Tc2)  | モハ 8900形 (M2) | モハ 8900形 (M1) | サハ 8900形 (T1) | サハ 8900形 (T2) | モハ 8900形 (M2) | モハ 8900形 (M1) | クハ 8900形 (Tc1) | 導入時期  | 機器更新   |
| 搭載機器 | 搭載機器   |                    | PT VVVF          | SIV CP,BT        |                  |                  | PT VVVF          | SIV CP,BT        |                   | 導入時期  | 機器更新   |
| 編成     | 編成       | 8918               | 8917             | 8916             | 8915             | 8914             | 8913             | 8912             | 8911              | 1993年9月 | 2014年9月  |
| 編成     | 編成       | 8928               | 8927             | 8926             | 8925             | 8924             | 8923             | 8922             | 8921              | 1996年2月 | 2015年10月 |
| 編成     | 編成       | 8938               | 8937             | 8936             | 8935             | 8934             | 8933             | 8932             | 8931              | 1996年6月 | 2016年8月  |

- VVVF：VVVFインバータ装置
- PT：パンタグラフ（シングルアーム型2基）
- SIV：補助電源装置（静止形インバータ）
- CP：空気圧縮機
- BT：蓄電池
- 数字に取り消し線のある車両は除籍された車両